# 佐竹義重 (四代当主)
佐竹 義重（さたけ よししげ）は、鎌倉時代の武将。『尊卑分脈』では重義。佐竹別当、常陸介。常陸国佐竹氏4代当主。

## 生涯
佐竹秀義の子。
父や弟とともに承久の乱で活躍するなど、鎌倉幕府に忠実に仕えることによって、御家人としての佐竹氏の地位の保全・向上に務めた。寛元3年（1245年）に常陸介に任じられて、諸大夫層への復帰を果たした。
次男の義直（義尚）と三男の義澄と四男の義高（義隆）と六男の義綱は建長年間に分家し、それぞれ額田氏・真崎氏・岡田氏・岡部氏と称して庶家を興して、南北朝時代以降の佐竹氏の躍進の基礎となった。
鎌倉時代の佐竹氏は義重、長義（1207年 - 1272年）、義胤（1227年 - 1278年）、行義（1263年 - 1305年）、貞義と続いて、有力氏族の大掾氏などと婚姻関係を通して御家人としての地位を向上させたと伝わる。